# Starîi Koreț, Koreț
Starîi Koreț (în ucraineană Старий Корець) este un sat în comuna Jadkivka din raionul Koreț, regiunea Rivne, Ucraina.

## Demografie
Componența lingvistică a localității Starîi Koreț
     Ucraineană (99,73%)
     Alte limbi (0,28%)
Conform recensământului din 2001, majoritatea populației localității Starîi Koreț era vorbitoare de ucraineană (99,73%), existând în minoritate și vorbitori de alte limbi.